# Yngre Imbrian
Yngre Imbrian var en epok i månens geologiska tidsskala som pågick mellan 3800 miljoner och 3200 miljoner år sedan. Det var under denna epok manteln under månhaven smälte och fyllde dem med basalt. Man tror att smältningen skedde på grund av kollisioner som tunnade ut den överliggande stenen. Majoriteten av all månsten tagen hem till jorden kommer från denna epok.